# 専修大学スピードスケート部
専修大学スピードスケート部（せんしゅうだいがくスピードスケートぶ）は専修大学に所属する大学スピードスケート競技チームである。1947年発足。

## 歴史
1947年（昭和22年）発足。山岳スキー部に所属する形でスタートしたが、すぐに体育会スケート部として独立した。早くから低酸素室トレーニング等の科学トレーニングを導入している。
1960年冬季スコーバレーオリンピックにて、長久保文雄が在学生として、高見沢初枝がOGとして初めて冬季オリンピックに初出場。翌1964年インスブルック冬季オリンピックでは、二人は夫婦として出場。夫婦での出場は冬季オリンピックでは初の快挙だった。
1988年カルガリー冬季オリンピックで黒岩彰が男子500mで銅メダルを獲得。OGとして初のメダリストとなった。
堀井学が1994年リレハンメル冬季オリンピック男子500mで銅メダルを獲得し、在学生としては同部初のメダリストとなった。
2022年北京冬季オリンピックにて、森重航が男子500mで銅メダルを獲得し、在学生でのメダル獲得は同部28年ぶりの偉業であった。
日本学生氷上競技選手権大会では、スピードスケート部門にて、男子が17回、女子が4回の優勝を果たしている。
2022年より、OBの近藤太郎が監督に就任。

## 主なOB/OG
- 長久保文雄 - 1960年スコーバレー・1964年インスブルックオリンピック代表、インスブルック大会男子主将。500m元日本記録保持者。
- 長久保初枝 - 1960年スコーバレー・1964年インスブルックオリンピック代表、インスブルック大会女子主将。3000m、500m、1000m元日本記録保持者。
- 鷹野靖子 - 1964年インスブルックオリンピック代表、全日本スピードスケート選手権大会2大会優勝。
- 大塚博文 - 1968年グルノーブルオリンピック代表、第38回全日本スピードスケート選手権大会総合優勝。
- 肥田隆行 - 1968年グルノーブル・1972年札幌オリンピック代表
- 黒岩彰 - 1984年サラエボ、1988年カルガリーオリンピック代表。カルガリー大会男子500m銅メダル。日本スケート連盟強化副部長。元西武ライオンズ球団代表。
- 浜谷公宏 - 1984年サラエボ、1988年カルガリーオリンピック代表。現在日本スケート連盟職員。
- 黒岩康志 - 1988年カルガリーオリンピック代表。
- 黒岩宗久 - 1988年カルガリーオリンピック代表。
- 金浜康光 - 1988年カルガリーオリンピック代表。
- 浜谷公宏 - 1984年サラエボ、1988年カルガリーオリンピック代表。現在日本スケート連盟職員。
- 藤本裕司 - 1992年アルベールビルオリンピック代表。
- 白幡圭史 - 1992年アルベールビル、1998年長野オリンピック代表。
- 佐藤和弘 - 1992年アルベールビル、1994年レハンメルオリンピック代表。
- 堀井学 - 1994年リレハンメル、1998年長野、2002年ソルトレークシティオリンピック代表。リレハンメル大会男子500m銅メダル。衆議院議員。
- 出島茂幸 - 2010年バンクーバーオリンピック代表。
- 近藤太郎 - 2014年ソチオリンピック代表。
- 土屋良輔 - 2014年ソチオリンピック、2022年北京オリンピック代表。
- 森重航 - 2022年北京オリンピック代表。北京大会男子500m銅メダル。